# Billete de diez mil pesos chilenos
El billete de diez mil pesos es parte del sistema monetario chileno y se emite desde el 21 de junio de 1989. De color predominante azul, presenta en su anverso una imagen del héroe naval Arturo Prat, mientras que en su reverso, y desde 2010, aparece un paisaje del parque nacional Alberto de Agostini.

## Historia

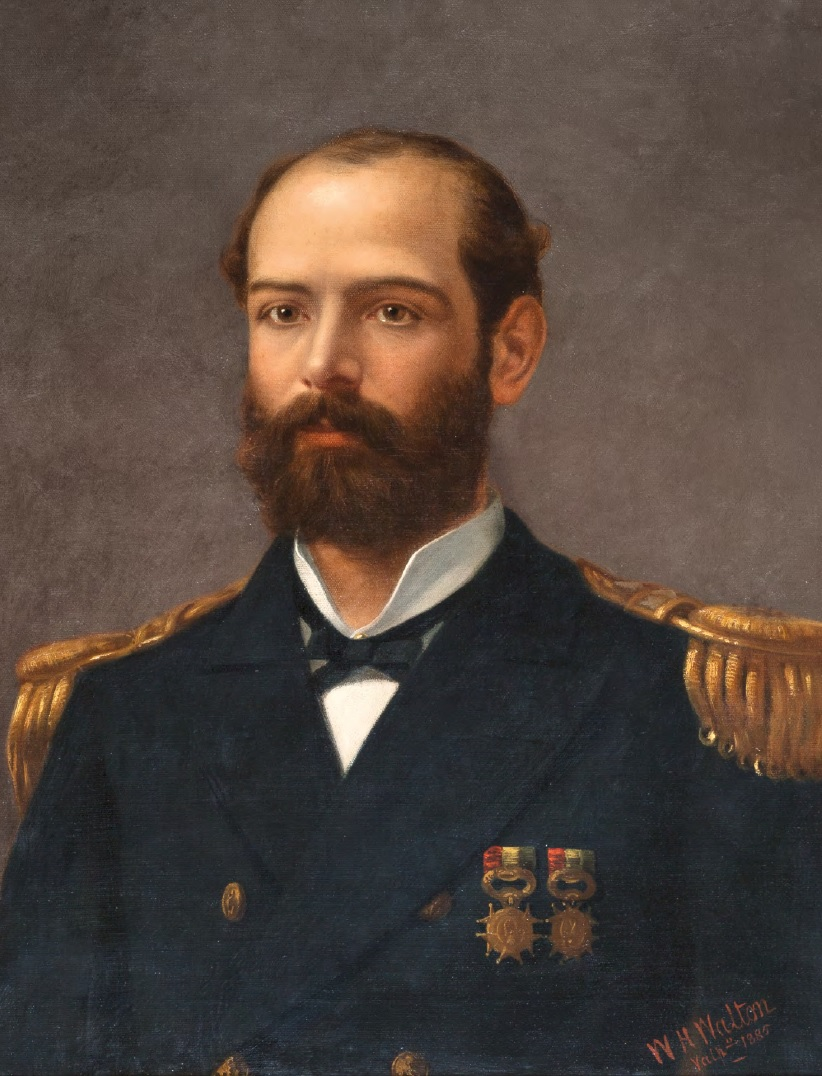
Arturo Prat Chacón (1848-1879). Su efigie aparece en el anverso del billete de diez mil pesos.

### Primer diseño
El billete de diez mil pesos fue introducido el 21 de junio de 1989, y su primer diseño está basado en el billete de cincuenta pesos de 1975, que se dejó de emitir a mediados de los años 1980.
Con medidas de 145 mm de ancho y 70 mm de largo y fabricado en papel algodón, este billete muestra una imagen del héroe naval Arturo Prat vistiendo uniforme. Este grabado tiene su origen en la litografía realizada por el ilustrador Luis Fernando Rojas poco después del combate naval de Iquique en mayo de 1879.
En el reverso se aprecia la hacienda de San Agustín de Puñual, en Ninhue, lugar de nacimiento de Prat. A un costado aparece una alegoría a la República, una figura femenina que sostiene un escudo y una bandera.

### Serie bicentenario

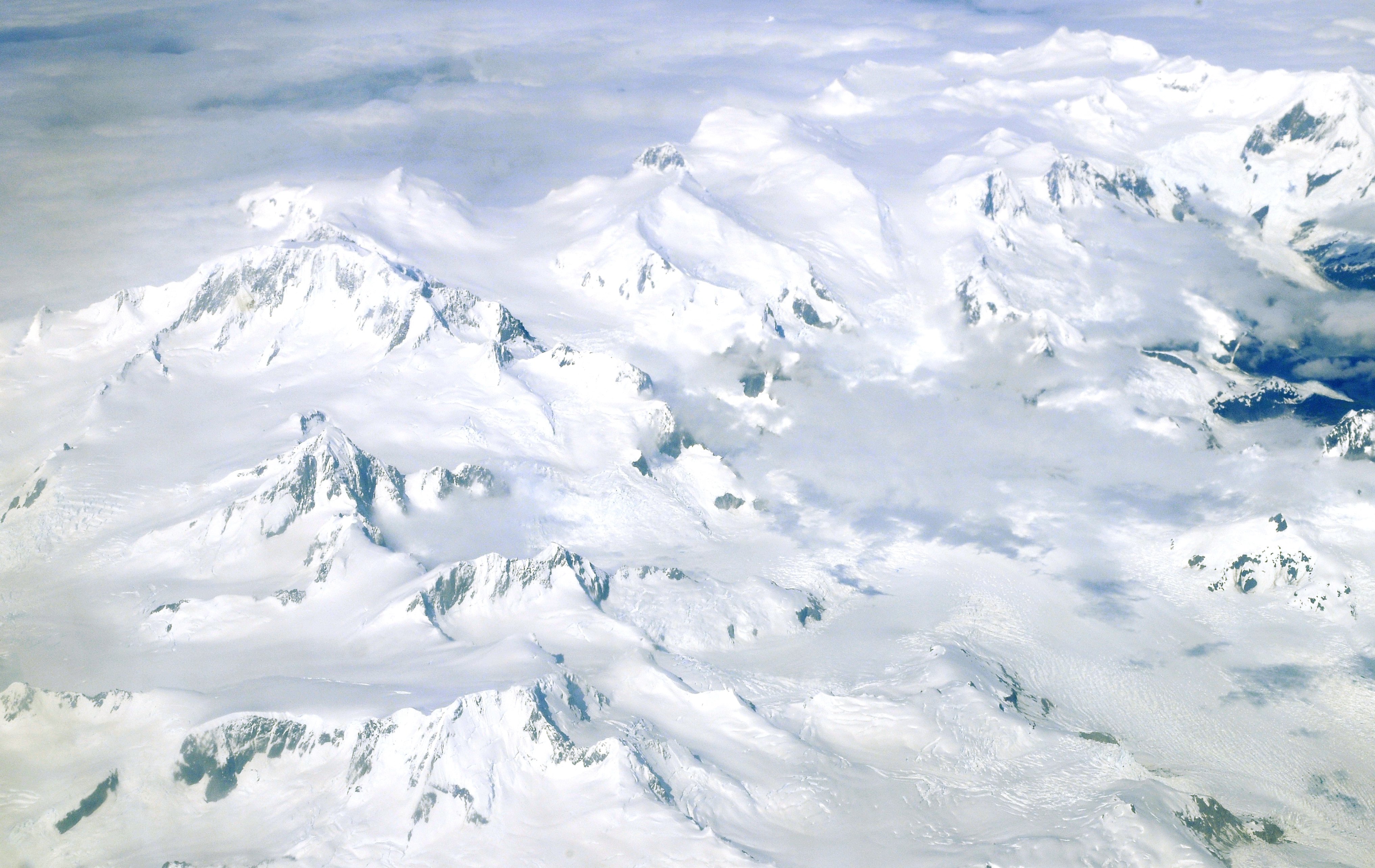
El parque nacional Alberto de Agostini aparece en el reverso del billete de diez mil pesos.

Como conmemoración del bicentenario del país, el Banco Central de Chile comenzó en 2009 la producción de una nueva serie de papel moneda. El billete de diez mil pesos fue presentado el 31 de marzo de 2010, y tiene un ancho de 141 mm y un largo de 70 mm.
Fabricado en papel algodón, el anverso del nuevo diseño se mantuvo al mismo personaje histórico, Arturo Prat, acompañado por un antú, representación mapuche del sol, y un corte transversal del corazón de un copihue, la flor nacional.
En el reverso se encuentra un paisaje del parque nacional Alberto de Agostini, ubicado en la Región de Magallanes y de la Antártica Chilena, en conjunto con un cóndor, ave nacional que habita en la cordillera de los Andes y las costas del océano Pacífico.